# Nothobranchius korthausae
 Nothobranchius korthausae és una espècie de peix de la família dels aploquèilids i de l'ordre dels ciprinodontiformes.
Els mascles poden assolir els 5 cm de longitud total.
Es troba a Àfrica: Tanzània.